# Sparassiella
Sparassiella is een monotypisch geslacht van schimmels uit de orde Polyporales. Het bevat alleen Sparassiella longistipitata. De familie is nog niet met zekerheid bepaald (incertae sedis).